# Skoura

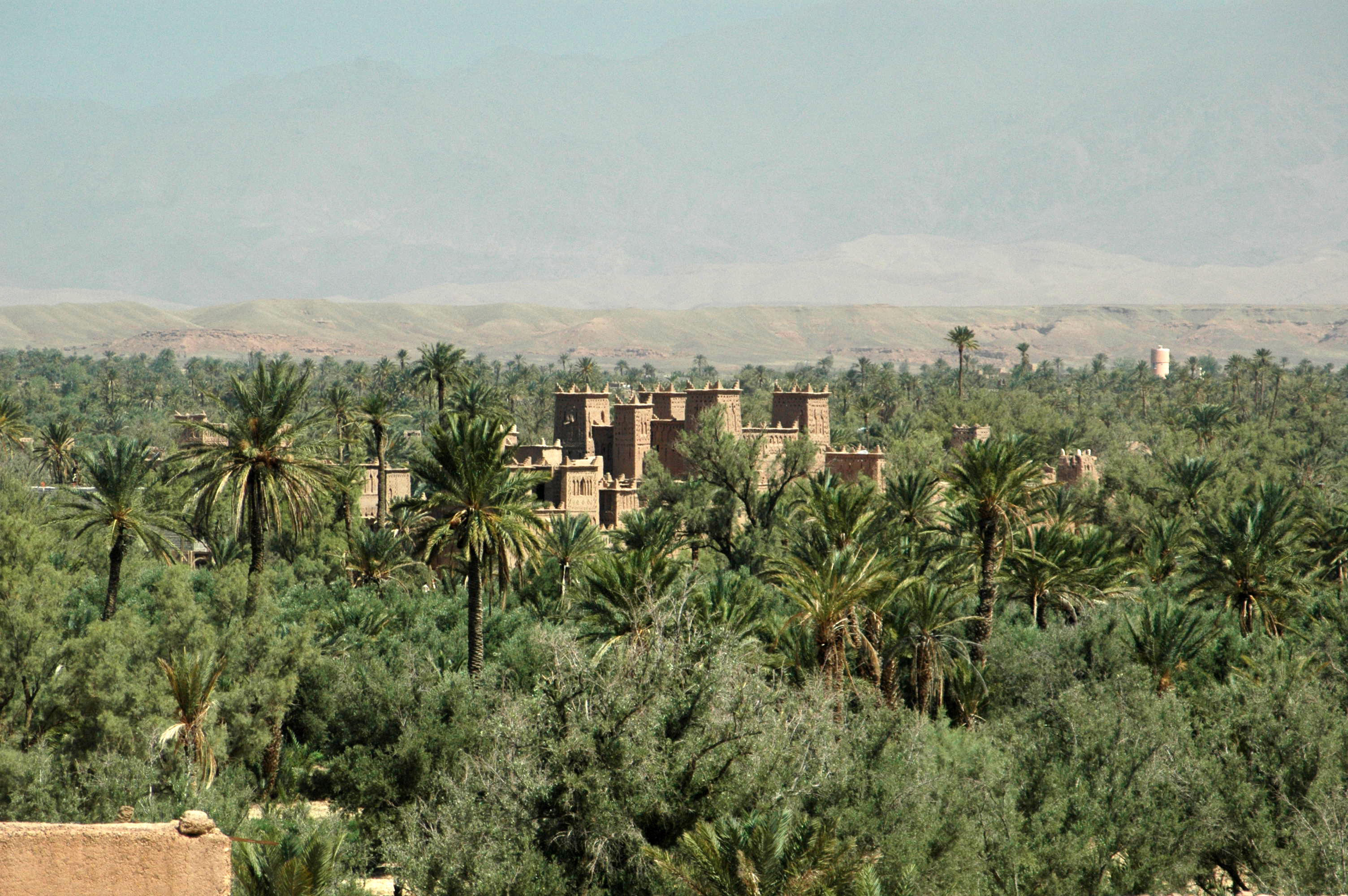
De palmenoase bij Skoura

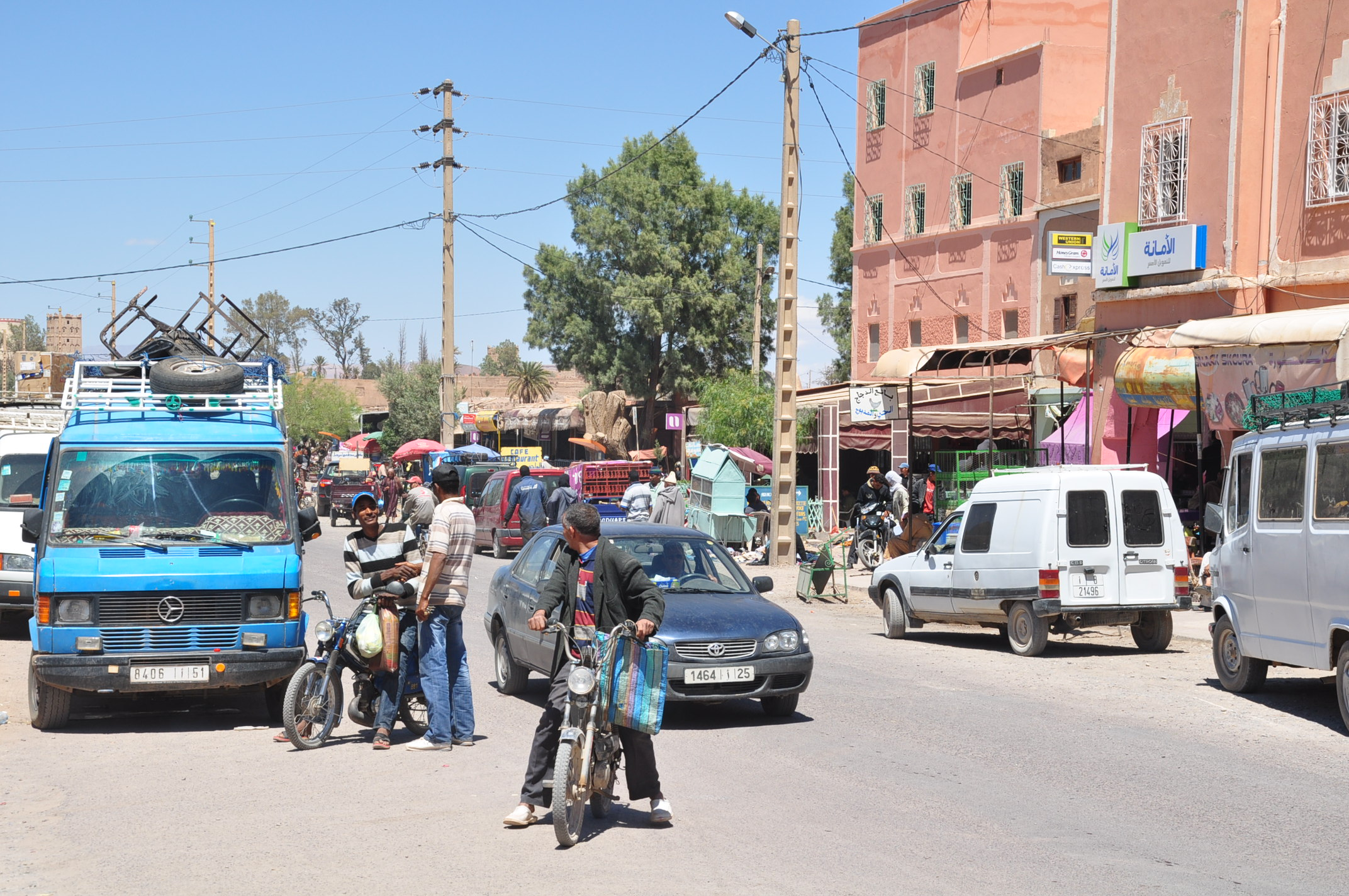
Hoofdstraat in Skoura

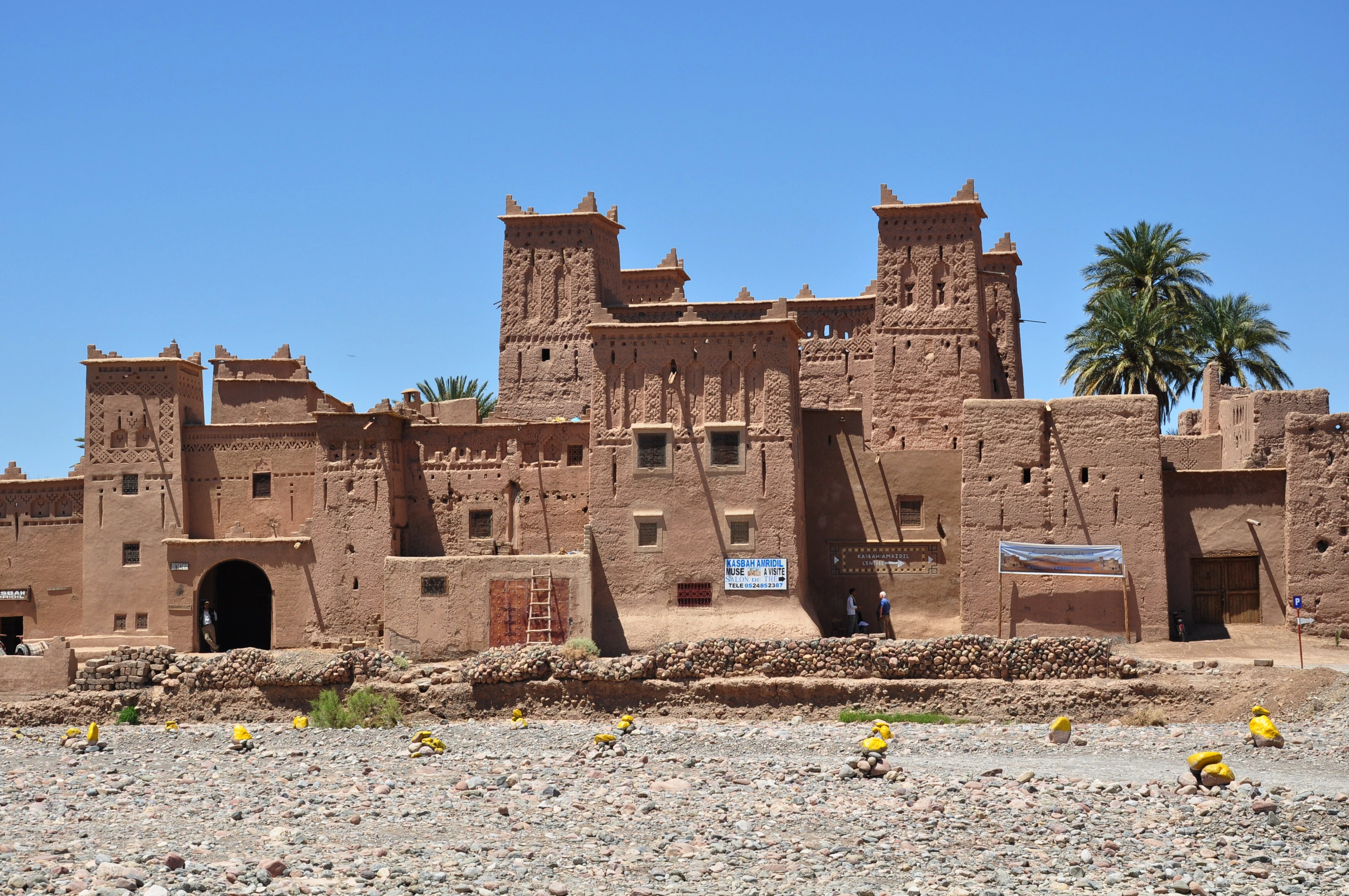
Kasbah Amerhidil

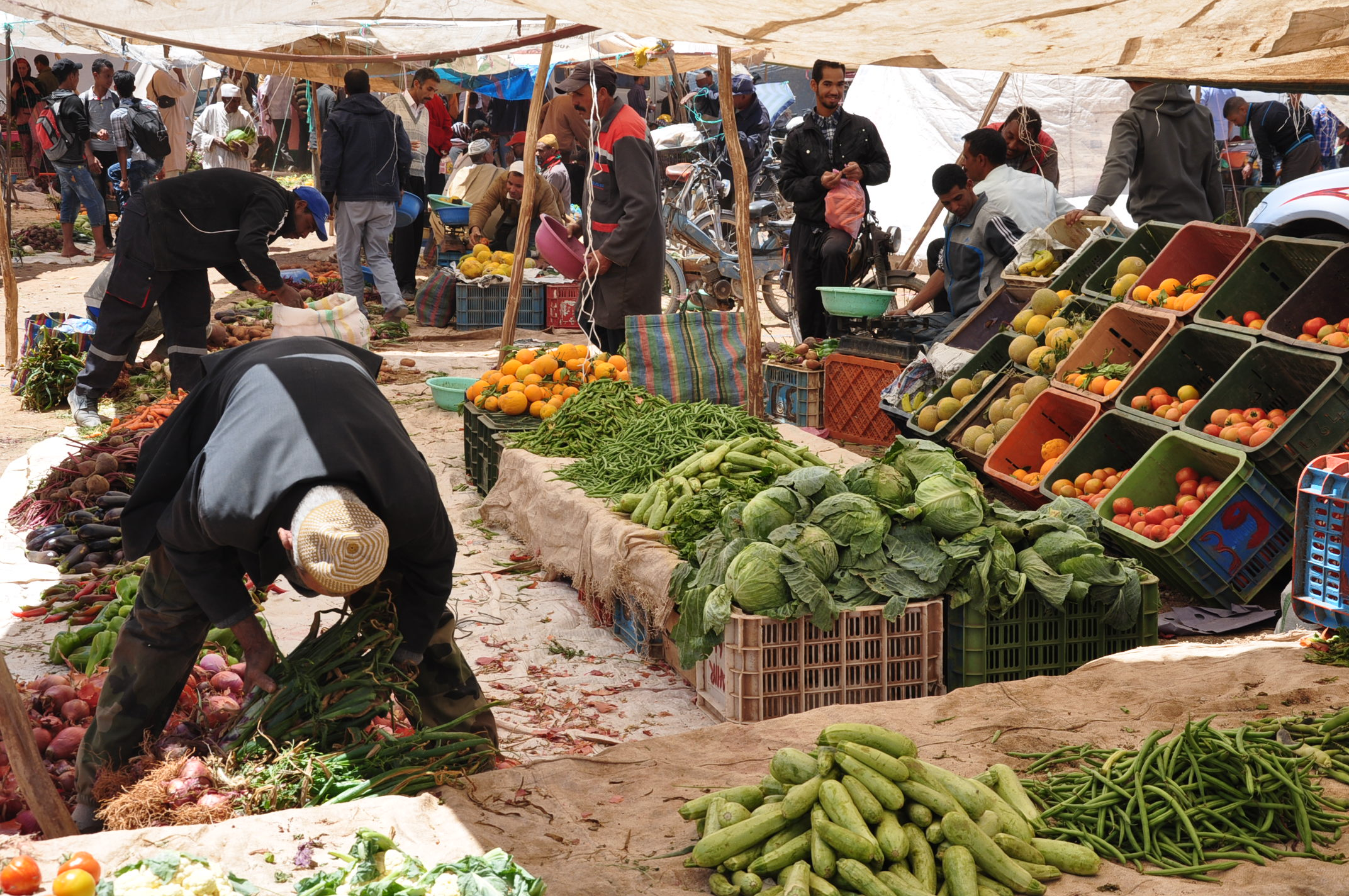
Fruit en groenten op de wekelijkse markt

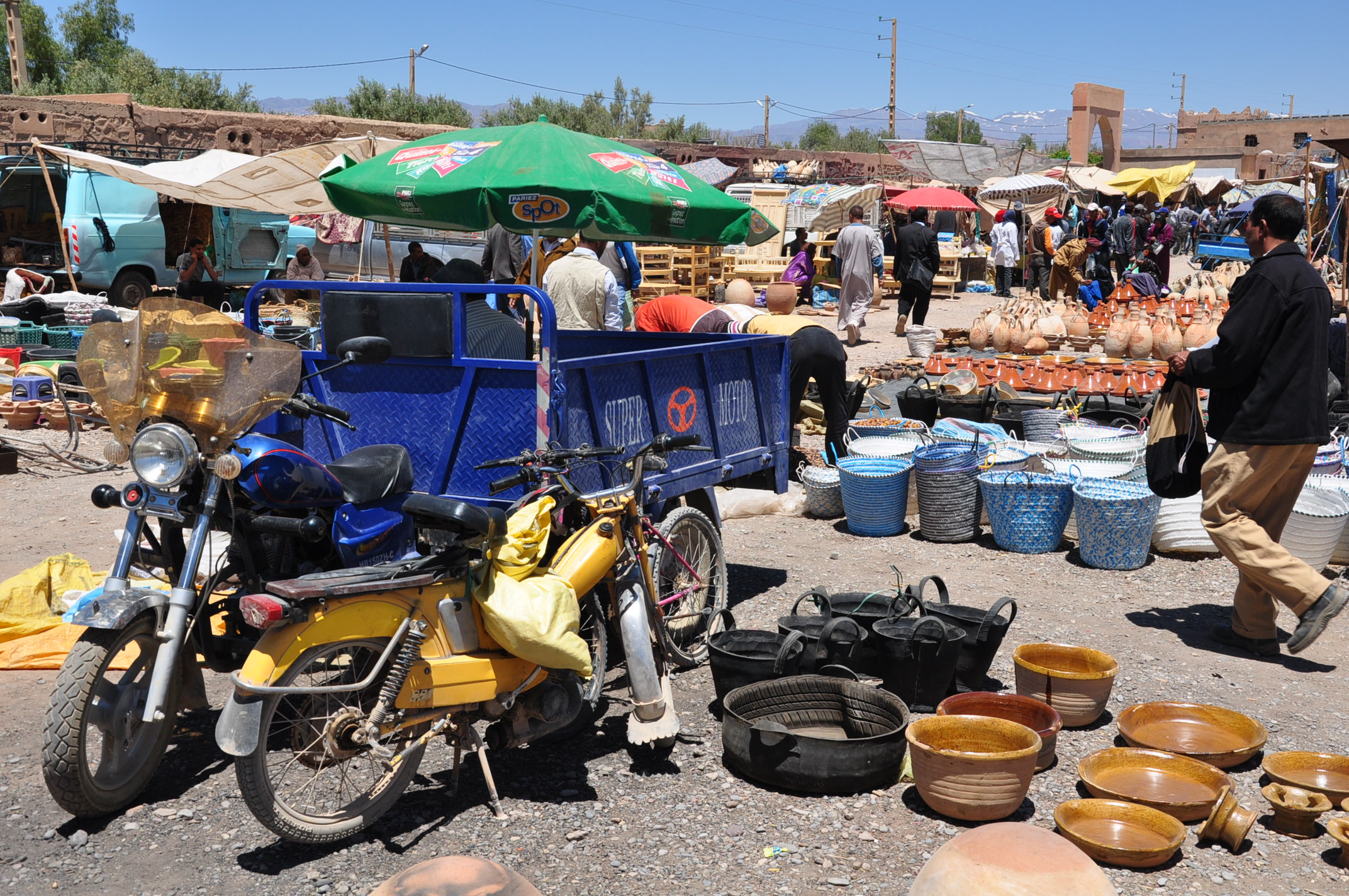
Tafereel op de markt

Skoura (Arabisch: سكورة, Berbers: ⵙⴽⵓⵔⴰ) is een dorp van ca. 2800 inwoners in een gelijknamige grote rivieroase in de provincie Ouarzazate, regio Souss-Massa-Daraâ in het zuiden van Marokko. Skoura is de hoofdplaats van de rurale gemeente Skoura Ahl El Oust, die naast Skoura nog enkele dorpen omvat die deels in dezelfde oase liggen, deels daarbuiten, met in totaal bijna 23.000 inwoners. Dit artikel beschrijft ook de oase.

## Algemene beschrijving
Skoura ligt ongeveer 42 km ten noordoosten van Ouarzazate aan de N10, de Route Nationale 10 (de hoofdweg van Agadir naar Bouarfa) op een hoogte van ongeveer 1150 m. en bestaat uit een oud stadsdeel (vieux Skoura) en een modern centrum, ca. 3 km verder naar het noordoosten. Met 'Skoura' wordt meestal dit moderne stadje met zijn 2800 inwoners bedoeld. Skoura ligt aan de toeristische kasbaroute in de Vallei van de Dadès, maar ligt enkele kilometers ten noorden van deze rivier. Dwars door de oase stroomt een zijrivier van de Dadès, het Oued El Hajaj. Anders dan de omliggende plaatsen, is de voertaal in Skoura Marokkaans Arabisch. 

Bezienswaardig zijn met name de oudere wijk met zijn palmenoases (palmeraies) en de 145 kasba's, merendeels ruïnes. In het voorjaar -en 's zomers na zeldzame regenval- vult zich de bedding van het Oued El Hajaj met water dat wordt gebruikt om de velden en palmenoases te irrigeren. Het grootste deel van het jaar staat de bedding evenwel droog.

## Geschiedenis
Over de vroege geschiedenis van Skoura is niet veel bekend. Echter, men mag aannemen dat de relatieve overvloed aan water in de palmenoases - vergelijkbaar met de Draa vallei - de vestiging heeft bevorderd van jagers-verzamelaars en later van nomadische stammen. De stichting van Skoura door Yacoub Al-Mansour in de 12e eeuw wordt door historici betwist. De islamitische geleerde en historicus Ibn Chaldoen maakte gewag van de Haskoura-stam die dit gebied eind 14e eeuw zou zijn binnengetrokken vanuit het Nabije Oosten en waar de naam Skoura wellicht vandaan komt. Maar toen Leo Africanus hier in de 16e eeuw rondtrok en als eerste de streek beschreef, bestond de plaats nog niet. Wellicht is Skoura pas in de 18e eeuw gesticht door Moulay Ismail. Het historisch bewustzijn van de moderne tijd begint pas tegen het einde van de 19e eeuw, toen clan-gebonden territoriale rivaliteiten tussen enkele Berberstammen het gebied in een toestand van burgeroorlog brachten, die pas tijdens de periode van het Franse protectoraat tot rust kwam nadat de Franse strijdkrachten de Berbers hardhandig hadden gepacificeerd. Met name tijdens een stammenoorlog in 1893 werden veel van de oude kasba's vernietigd; veel van wat overbleef werd in de jaren 30 tijdens de Franse pacificatie neergehaald. Niettemin zijn er nog vele kasba's over; de meeste daarvan zijn relatief nieuw en dateren uit de 20e eeuw (zie verder).

## Oase
De palmenoases van Skoura bezetten vroeger een gebied van ongeveer 25 vierkante kilometer en liggen ongeveer 15-20 km ten zuiden van de -in het voorjaar- met sneeuw bedekte toppen van de Hoge Atlas. Het smeltwater maakte via het Oued El Hajaj het land vruchtbaar met behulp van irrigatiekanalen; zo ontstond al honderden jaren geleden een bloeiende oase-economie, met dadelpalmen als middelpunt. Op een iets lager niveau vindt men granaatappels en vijgenbomen. Ook Olijf- en amandelbomen zijn volop aanwezig in de streek. Alle bomen hebben tevens een belangrijke functie als 'leverancier van schaduw'. In de velden groeien granen (gerst, tarwe) en groenten (bonen, aardappelen, kool, wortelen, enz.), vooral voor zelfvoorziening van de lokale bevolking. Her en der treft men rozentuinen. Ook worden - zoals gebruikelijk in oases - op kleine schaal schapen, geiten en kippen gehouden. Gebrek aan regen en sneeuwval en toenemende droogte in de jaren 80 en 90 resulteerde in grote sterfte onder de palmbomen. Grote delen van de bevolking trokken weg. Inmiddels is de situatie enigszins verbeterd en neemt de bevolking weer toe, ook omdat toerisme nieuwe werkgelegenheid biedt.

## Kasba's
Van de vroegere overvloedige residentiële kastelen, zogenaamde tighremts van de Berbers zijn vrijwel alleen ruïnes overgebleven. Aan het einde van de 19de en aan het begin van de 20e eeuw begon echter - gestimuleerd door de gevestigde belangen van verschillende Berberclans (Glaoua, Nassiri en anderen) - een stevige bouwactiviteit. Grote kasba's (gebouwencomplexen van klei met een strategisch-territoriale, deels militaire functie) werden gebouwd. Degenen daarvan die de stammenoorlogen en de koloniale conflicten overleefden (145 volgens een studie van de Universiteit van Valencia) verkeerden eind 20e eeuw grotendeels in een vervallen en onbewoonbare staat. Evenwel werden er ook een aantal opgekocht door particulieren, gerestaureerd en bewoonbaar gemaakt of omgebouwd tot hotel. Al met al heeft Skoura een van de grootste concentraties kasba's in Zuid-Marokko. De meesten dateren uit de 20e eeuw; sommigen bevatten nog delen uit de 19e eeuw.

De beroemdste kasba is die van Amerhidil (ook: Imridil), die ook op bankbiljetten van 50 Dirham staat. Dit enorme verdedigingswerk valt op door zijn omvang en zijn versiering en werd opgetrokken door de koranleraar van Thami El Glaoui, de laatste Pasja van Marrakesh. De vier torens waren het terrein van de vier vrouwen van de pasja; de vijf ramen van de gebedsruimte staan symbool voor de vijf pijlers van de koran. De decoraties op de torens hebben wellicht het doel gehad om onheil af te weren. Deze kasba werd in de jaren 60 nog bewoond en is nu gedeeltelijk omgebouwd tot hotel (Espace Amridil); andere delen zijn ingericht als museum en toegankelijk voor het publiek; er worden rondleidingen gegeven. Vanaf de torens is er een mooi uitzicht over de palmentuinen.

Dicht bij Amerhidil ligt de authentieke, gerestaureerde 18e-eeuwse kasba Aït Ben Moro, ook omgebouwd tot luxe hotel (locatie: 31° 2′ 37″ NB, 6° 34′ 34″ WL). In het uiterste noorden van de palmentuin (richting Toundoute, doch ten westen van Oued El Hajaj) ligt de kasba van Ait Abou uit 1837. Ook deze is omgebouwd tot een hotel en open voor bezoekers. Met 6 verdiepingen is hij een van de hoogste van Marokko en de hoogste van Skoura. 

Andere kasba's zijn in beginsel niet te bezichtigen. Een aantal interessante zijn die van Dar Lahsoune, Dar Aït Haddou en Dar Aït Sidi-El-Mati; deze laatste ligt circa een kilometer vóór de stad, komend vanuit Ouarzazate, en aan de overkant van het Oued.

Drie kasba's liggen in het dorp Oulad Merzoug (ook: Ouled Merzouk, locatie: 31° 0′ 40″ NB, 6° 34′ 39″ WL). Oulad Merzoug kan bereikt worden vanuit het dorp Gaddara (of Gueddara) dat enkele kilometers ten zuiden van Skoura aan de hoofdweg N10 ligt. Ook in het dorp Toundoute, ca. 25 km ten noorden van Skoura en aan de rand van de Atlas liggen een aantal bewoonde en goed bewaard gebleven kasba's waaronder wederom een van Thami El Glaoui, genaamd Dar Toundoute (locatie: 31° 15′ 56″ NB, 6° 35′ 19″ WL). 10 à 12 km ten noordwesten van Skoura, voorbij het dorp Zouiya, ligt Ait Said of Mansour met de enorme tighremt van Ait Moho, die langzaam vervalt (locatie: 31° 7′ 22″ NB, 6° 38′ 17″ WL).

## Andere bezienswaardigheden
Naast de kasba's en de palmen-oase zijn er de volgende bezienswaardigheden in en rond Skoura:
- De wekelijkse markt (soek) in het moderne stadsdeel, op maandag.
- De kleine oase van Sidi Flah, ca. 10 km ten zuidwesten van Skoura gelegen, aan de oever van de Dadès (locatie: 31° 1′ 2″ NB, 6° 29′ 3″ WL).
- De marabout (tombe van een lokale islamitische heilige) van Sidi Aissa in Tascoucamt, niet ver van Kasbahotel Ben Moro. Het bezoeken ervan om zegeningen te verkrijgen is een vorm van afgoderij en islamitisch verboden.
- Lokale ambachten in de palmenoase: traditionele pottenbakkers, mattenvlechters, koordenvlechters, smederij.